# Amazonas (delstat i Venezuela)

Amazonas läge i Venezuela

Amazonas är en av Venezuelas delstater och är belägen i den södra delen av landet, med gräns mot Colombia i väst och Brasilien i syd och ost. Den är landets mest glesbefolkade delstat och har, inklusive en betydande del ursprungsbefolkning, totalt 146 029 invånare (2008) på en yta av 183 500 km². Administrativ huvudort och den enda större staden är Puerto Ayacucho. Delstaten präglas av Orinocofloden, med dess källa i den sydöstra delen av delstaten och dess avrinningsområde där många mindre bifloder ansluter till flodens vidare flöde norrut. 

## Administrativ indelning
Delstaten är indelad i 7 autonoma kommuner, municipio autónomo, som vidare är indelade i totalt 25 socknar, parroquias. 
Autonoma kommuner (med administrativ huvudort inom parentes):
- Alto Orinoco (La Esmeralda), Atabapo (San Fernando de Atabapo), Atures (Puerto Ayacucho), Autana (Isla Ratón), Manapiare (San Juan de Manapiare), Maroa (Maroa), Río Negro (San Carlos de Río Negro)